# Liberal International
Liberal International er den internationale sammenslutning af liberale og socialliberale partier. Organisationen, der har hovedsæde i London, blev grundlagt i Oxford i 1947. Forkvinde for organisationen er siden december 2018 marrokanske Hakima el Haite (pr.  maj 2020).
Medlemmerne af Liberal International arbejder for menneskerettigheder, frie og retfærdige valg, social retfærdighed, markedsøkonomi, frihandel, bæredygtig udvikling og international solidaritet, ligesom de er tilhængere af flerpartisystemer.
Blandt medlemmerne er Det Radikale Venstre og Venstre fra Danmark, svenske Centerpartiet og Folkpartiet, britiske Liberal Democrats og tyske FDP.
Ungdomsorganisationen International Federation of Liberal Youth er tilknyttet Liberal International.